# Jackie Walorski
Jacqueline R. Walorski (South Bend, 17 de agosto de 1963 - Nappanee, 3 de agosto de 2022) fue una política estadounidense. Se desempeñó como miembro de la Cámara de Representantes de los Estados Unidos por el 2.º distrito congresional de Indiana desde 2013 hasta su fallecimiento en 2022. Como miembro del Partido Republicano, fue miembro de la Cámara de Representantes de Indiana, en representación del distrito 21 de Indiana, de 2005 a 2010. En 2010, Walorski ganó la nominación republicana para el segundo distrito del Congreso de Indiana, pero perdió por poco las elecciones generales ante el titular demócrata Joe Donnelly. Walorski ganó el escaño en 2012 después de que Donnelly lo dejara vacante para postularse para el Senado de los Estados Unidos.

## Primeros años
Nació en South Bend, Indiana en 1963; creció con sus dos hermanos mayores en el barrio Gilmer Park de dicha ciudad. Su madre, Martha C. (de soltera Martin), trabajaba como cortadora de carne en una tienda de comestibles local, y su padre, Raymond B. Walorski, trabajaba como bombero y era dueño de una tienda de electrodomésticos. Tenía ascendencia polaca y alemana. Cuando era niña, asistió a Hay Elementary School y luego se graduó de Riley High School en 1981. Asistió a la Universidad Liberty de 1981 a 1983, y se graduó de la Universidad de Taylor, recibiendo su título de licenciatura en comunicaciones y administración pública en 1985.
Walorski comenzó su carrera como reportera de televisión para WSBT-TV, una filial de CBS en South Bend, de 1985 a 1989, y fue directora ejecutiva de St. Joseph County Humane Society de 1989 a 1991. En 1991, fue nombrada directora de avance institucional en Ancilla College, cargo que ocupó hasta que fue nombrada directora de membresía en la Cámara de Comercio del Condado de St. Joseph en 1996. Más tarde trabajó como directora de donaciones anuales en la Universidad de Indiana en South Bend de 1997 a 1999.
Walorski se mudó a Rumania en 2000 y fundó Impact International, una fundación para proporcionar suministros médicos y atención a niños pobres. Hizo trabajo misionero cristiano en Rumania antes de regresar a Estados Unidos en 2004.

## Carrera

### Cámara de Representantes de Indiana
En 2004, Walorski se postuló para un escaño en la Cámara de Representantes de Indiana después de que el actual representante estatal republicano Richard W. Mangus decidiera retirarse. Se postuló para el segundo distrito de Indiana, que incluía el área suburbana entre South Bend y Elkhart. Walorski derrotó al demócrata Carl H. Kaser, 64%–36%. En 2006 ganó un segundo mandato con el 53% de los votos. En 2008, ganó un tercer mandato sin oposición.
Durante su mandato en la Cámara de Indiana, Walorski fue patrocinadora de la ley de identificación de votantes de Indiana, que exige que los votantes presenten una identificación emitida por el gobierno durante la votación en persona. La ley de identificación de votantes dio lugar a muchas demandas y fue llevada ante la Corte Suprema, donde fue confirmada en Crawford contra la Junta Electoral del Condado de Marion, y se menciona que ayudó a la expansión de las leyes de identificación de votantes en otros estados.
Walorski fue criticada por perderse una votación del comité y la oportunidad de evitar que el proyecto de ley del horario de verano fuera aprobado por el comité, a pesar de que ese proyecto de ley murió en el pleno de la cámara. Después de que se aprobara un proyecto de ley diferente que introdujo el horario de verano, ella redactó y presentó un proyecto de ley para rescindir el horario de verano, una medida que terminó desapareciendo.
Fue autora de la legislación que combate el robo de identidad, incluso en 2006 cuando patrocinó un proyecto de ley que exigía a las empresas notificar a los clientes que son residentes de Indiana sobre cualquier violación de seguridad que pudiera causar robo de identidad, engaño de identidad o fraude, y convertirlo en un delito grave de Clase C e imponer una multa de $50,000 a cualquier persona que tenga las identidades de más de 100 personas. "El robo de identidad es el delito de más rápido crecimiento en los Estados Unidos. Necesitamos encontrar una solución a este problema antes de que se vuelva más grande en Indiana”, dijo.
Walorski participó activamente en el caucus y fue designado como asistente del líder de piso. Se desempeñó en los comités de Asuntos Familiares, Infantiles y Humanos y de Políticas Públicas.

### Cámara de Representantes de Estados Unidos
El 31 de enero de 2009, Walorski anunció su candidatura para desafiar al actual representante demócrata estadounidense Joe Donnelly en el 2.º distrito congresional de Indiana. Ganó las primarias republicanas el 4 de mayo de 2010 con el 61% de los votos, derrotando a Martin Dolan, Jack Jordan y Tony Zirkle. Perdió las elecciones generales del 2 de noviembre, 48%-47%.
El 22 de marzo de 2011, Walorski anunció que volvería a postularse para el 2.º distrito congresional de Indiana. Durante la sesión legislativa de 2011-2013 de la legislatura de Indiana, la Cámara de Representantes y el Senado de Indiana, predominantemente republicanos, redibujaron los distritos del Congreso de Indiana. Después de la redistribución de distritos, el segundo distrito recién trazado incluía todo el condado de Elkhart, el condado de origen de Walorski, y la demografía del nuevo distrito incluía a más votantes republicanos registrados. Si el distrito hubiera existido con estas líneas en 2008, Barack Obama lo habría ganado por solo 0,3 puntos porcentuales, 49,6% frente al 49,3% de John McCain. En cambio, ganó la antigua 2ª con el 54% de los votos.
Donnelly decidió no buscar la reelección y optó por postularse para el Senado de los Estados Unidos. Walorski compitió contra el candidato libertario Joe Ruiz de Mishawaka y el candidato demócrata Brendan Mullen de Granger, un veterano de la guerra de Irak.
El 8 de mayo de 2012, Walorski ganó las elecciones primarias con el 73 % de los votos, ganando los 10 condados del segundo distrito.
Walorski derrotó a Mullen por un 49%-48%, probablemente ayudado por el candidato presidencial republicano Mitt Romney que se llevó su distrito con el 56% de los votos. Asumió el cargo el 3 de enero de 2013. Al mismo tiempo, Donnelly fue elegido para el Senado.
Walorski votó en contra del segundo impeachment a Donald Trump y votó a favor de objetar la certificación de las elecciones presidenciales de Estados Unidos de 2020.
En su elección final, Walorski ganó las primarias republicanas de 2022 para el segundo distrito del Congreso sin oposición.

## Posiciones políticas

### Defensa
El 25 de mayo de 2018, Walorski introdujo una legislación para duplicar la propina por fallecimiento pagada a las familias de los miembros del servicio fallecidos en servicio activo. La legislación aumentaría la actual propina por fallecimiento de $100,000 a $200,000. Según el proyecto de ley, al menos el 60% del beneficio se pagaría al cónyuge sobreviviente. Los miembros del servicio podían elegir cómo se desembolsaría el 40% restante. El proyecto de ley también limitaría los beneficios por muerte para los miembros del congreso a $74,000. Esto resultaría en un pago de alrededor de $100,000 menos de lo que se pagaría bajo el sistema actual.

### Salud
Walorski votó a favor de derogar la Ley del Cuidado de Salud a Bajo Precio, también conocida como Obamacare.

### Economía
Walorski abogó por privatizar la seguridad social. En marzo de 2010, dijo: "Creo que lo único que tenemos que hacer es lo que Bush realmente intentó hacer hace un par de años, que es privatizar la seguridad social y permitir que la gente invierta en su propia jubilación".
Walorski votó a favor de la Ley de Empleos y Reducción de Impuestos de 2017.
En 2018, Walorski dijo que se oponía a los aranceles de Trump sobre bienes importados de aliados estadounidenses. Ella dijo que tales deberes amenazan a las empresas y trabajadores estadounidenses. Estos incluyen un arancel del 25% sobre el acero y un arancel del 10% sobre el aluminio. Walorski también pidió que se acelere el sistema de otorgamiento de exclusiones para cierto tipo de productos.

### Aborto
En 2013, Walorski expresó su apoyo a la prohibición de los abortos tardíos.
En octubre de 2017, Walorski le pidió al Departamento de Salud del Estado de Indiana que denegara una solicitud para abrir una clínica de abortos en South Bend, diciendo que la clínica socavaría los esfuerzos para reducir la cantidad de abortos en el área.

### Calificaciones de grupos de interés
Walorski recibió una calificación de "D" en 2016 del grupo de defensa de la legalización de la marihuana NORML por su historial de votación con respecto a causas relacionadas con el cannabis.
Walorski obtuvo una calificación del 63% por el Heritage Action según su historial de voto conservador.

### Inmigración
Walorski apoyó la orden ejecutiva de Trump de 2017 para imponer una prohibición temporal de entrada a Estados Unidos a ciudadanos de siete países de mayoría musulmana y dijo que creía que "permitiría a nuestros funcionarios de seguridad nacional examinar el proceso de investigación y fortalecer las salvaguardas para evitar que los terroristas ingresen a nuestro patria".

### Texas contra Pensilvania
En diciembre de 2020, Walorski fue uno de los 126 miembros republicanos de la Cámara de Representantes que firmaron un amicus curiae en apoyo de Texas contra Pensilvania, una demanda presentada en la Corte Suprema de los Estados Unidos impugnando los resultados de las elecciones presidenciales de 2020, en las que Joe Biden derrotó a Trump. La Corte Suprema se negó a escuchar el caso sobre la base de que Texas carecía de legitimación conforme al Artículo III de la Constitución para impugnar los resultados de una elección realizada por otro estado.

## Vida personal
En 1995, Walorski se casó con Dean Swihart, un maestro de escuela en Mishawaka. Ella residía en Jimtown, una comunidad suburbana no incorporada al oeste de Elkhart, y era miembro de South Gate Church, una megaiglesia de las Asambleas de Dios en South Bend.

### Fallecimiento
El 3 de agosto de 2022, cuatro personas, incluida Walorski, murieron cerca de Nappanee, Indiana cuando un vehículo que viajaba hacia el norte por la carretera estatal 19 viró a la izquierda y chocó de frente contra el vehículo de Walorski, que viajaba hacia el sur. El conductor del otro vehículo y dos pasajeros adicionales en el vehículo de la congresista también murieron: la directora de comunicaciones de Walorski, Emma Thomson, y su director de distrito, Zachery Potts. La colisión ocurrió cerca de la intersección con la carretera estatal 119.

## Honores
Walorski recibió la siguiente condecoración:
- Comendadora de la Orden de la Estrella de Rumania (Rumania, 8 de junio de 2017)[53][54]